# Carlos D'Agostino
Carlos D'Agostino (San Fernando, provincia de Buenos Aires, Argentina; 1917 - ibíd., 26 de marzo de 2005) fue un periodista, locutor y conductor televisivo argentino.

## Carrera
Se inició como locutor en Radio Excelsior en 1938. Fue seleccionado por Mendi para la elección de la Reina de la televisión, concurso que se hacían en esas épocas.
D'Agostino tuvo su máxima popularidad en la década del 50, en 1954 condujo el Primer telenoticioso argentino, emitido por Canal 7. Carlos solía comentar las noticias con un perro de utilería que se llamaba Niche. Fue el primer programa que tuvo imágenes de exteriores más un corresponsal en la Casa Rosada y otro en el Departamento de Policía.
Fue la voz inconfundible del noticiero cinematográfico Sucesos Argentinos y al tener a su cargo la conducción de actos oficiales de gobierno.
En 1957 conduce el programa de entretenimientos Conteste primero... la pregunta viene luego, con la actriz Patricia Shaw y emitido por Canal 9.
En 1959 presentó como locutor oficial a las figuras que visitaban Mar del Plata en ocasión de celebrarse el Primer Festival Internacional de Cine organizado por la Asociación de Críticos Cinematográficos de la Argentina con la presencia entre otros de Francois Truffaut, Alida Valli y el fundador de la Cinemateca francesa, Henry Langlois.
En los años 1960 compartió cámaras con la recordada Paloma Efrom, "Blackie", en el programa Volver a Vivir, y se inició en el viejo Canal 7 junto a Nelly Prince, Julio Bringuer Ayala, Tito Martínez del Box, Cacho Fontana y Guillermo Cervantes Luro, entre otros. En esta década también participó en La hermana de San Sulpicio, telenovela protagonizada por Nelly Beltrán, Carmen Caballero y gran elenco.
En 1978 condujo Odol pregunta en el que estaban también García Jiménez y Petit de Murat
Trabajó en los ciclos Dar en el blanco (1963) junto con Edith Boado, y La justa de saber.
Se mantuvo activo aún después de su retiro oficial conduciendo dos programas radiales que se emitían por FM La Barca: Entre usted y yo y Semanario La Barca.
En el cine incursionó en Diez segundos en 1949 en el que puso su voz y trabajó como director de producciones, como un relator radial en No abras nunca esa puerta de 1952, como un narrador en El infierno verde de 1952 y en La delatora en 1955.

## Filmografía
- 1955: La delatora.
- 1952: El infierno verde.
- 1952: No abras nunca esa puerta.
- 1949: Diez segundos.

## Televisión
- 1978: Odol pregunta.
- 1970: La justa de saber.
- 1963: Dar en al blanco.
- 1960: La hermana de San Sulpicio.
- 1960: Volver a Vivir.
- 1957: Conteste primero... la pregunta viene luego.
- 1954:  Primer telenoticioso argentino.

## Premios
En el 2001 se le entregó el Premio Martín Fierro a la trayectoria.

## Vida privada
Estuvo casado por muchos años con su esposa Leonor.

## Fallecimiento
Carlos D'Agostino murió el 26 de marzo de 2005 a las 5.30 en la Clínica De la Ribera de la localidad bonaerense de San Fernando, como consecuencia de complicaciones inesperadas luego de una operación de cadera. Sus restos descansan en el Cementerio de San Fernando. Tenía 88 años.